# Bueil
Bueil is een gemeente in het Franse departement Eure (regio Normandië). De plaats maakt deel uit van het arrondissement Évreux. In de gemeente ligt spoorwegstation Bueil. Bueil telde op 1 januari 2022 1.635 inwoners.

## Geografie
De oppervlakte van Bueil bedraagt 4,91 vierkante kilometer; de bevolkingsdichtheid is 333 inwoners per km² (per 1 januari 2019).

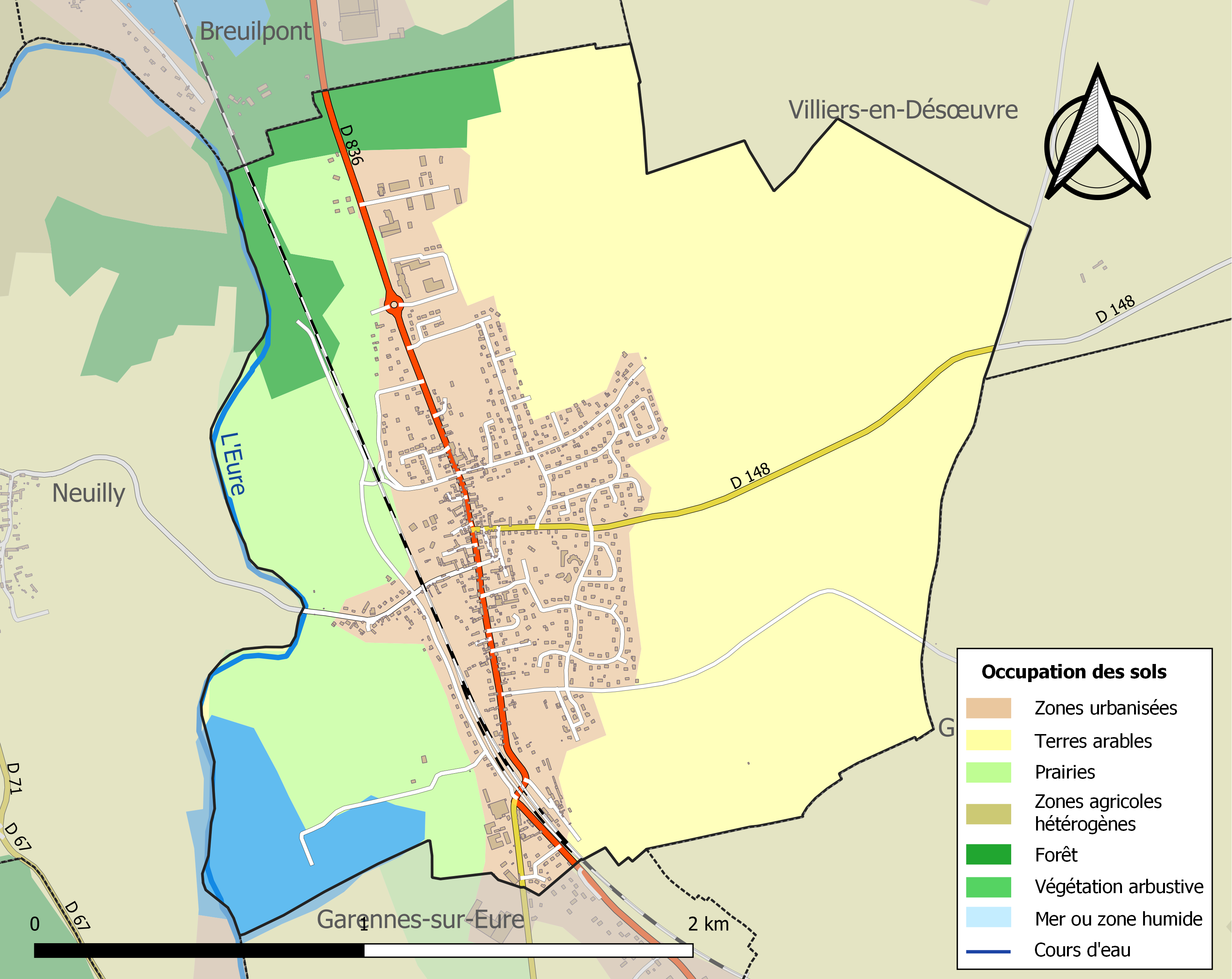
Kaart van de gemeente met belangrijkste infrastructuur, bodemgebruik en omliggende gemeenten

## Demografie
Onderstaande figuur toont het verloop van het inwonertal (bron: INSEE-tellingen).